# Saint-Jean-d'Assé
Saint-Jean-d'Assé és un municipi francès situat al departament del Sarthe i a la regió de País del Loira. L'any 2007 tenia 1.364 habitants.

## Demografia

### Població
El 2007 la població de fet de Saint-Jean-d'Assé era de 1.364 persones. Hi havia 508 famílies de les quals 120 eren unipersonals (56 homes vivint sols i 64 dones vivint soles), 160 parelles sense fills, 200 parelles amb fills i 28 famílies monoparentals amb fills.
La població ha evolucionat segons el següent gràfic:
Habitants censats

### Habitatges
El 2007 hi havia 609 habitatges, 517 eren l'habitatge principal de la família, 55 eren segones residències i 37 estaven desocupats. 597 eren cases i 10 eren apartaments. Dels 517 habitatges principals, 408 estaven ocupats pels seus propietaris, 103 estaven llogats i ocupats pels llogaters i 6 estaven cedits a títol gratuït; 1 tenia una cambra, 27 en tenien dues, 86 en tenien tres, 142 en tenien quatre i 261 en tenien cinc o més. 382 habitatges disposaven pel capbaix d'una plaça de pàrquing. A 203 habitatges hi havia un automòbil i a 274 n'hi havia dos o més.

### Piràmide de població
La piràmide de població per edats i sexe el 2009 era:
| Homes | Edats   | Dones |
| ----- | ------- | ----- |
| 0     | 95 o +  | 0     |
| 4     | 90 a 94 | 12    |
| 8     | 85 a 89 | 8     |
| 8     | 80 a 84 | 8     |
| 40    | 75 a 79 | 8     |
| 16    | 70 a 74 | 32    |
| 28    | 65 a 69 | 36    |
| 28    | 60 a 64 | 20    |
| 32    | 55 a 59 | 44    |
| 32    | 50 a 54 | 24    |
| 40    | 45 a 49 | 24    |
| 20    | 40 a 44 | 28    |
| 48    | 35 a 39 | 36    |
| 52    | 30 a 34 | 40    |
| 36    | 25 a 29 | 40    |
| 16    | 20 a 24 | 12    |
| 24    | 15 a 19 | 24    |
| 40    | 10 a 14 | 36    |
| 48    | 5 a 9   | 40    |
| 52    | 0 a 4   | 12    |

## Economia
El 2007 la població en edat de treballar era de 838 persones, 653 eren actives i 185 eren inactives. De les 653 persones actives 627 estaven ocupades (336 homes i 291 dones) i 26 estaven aturades (9 homes i 17 dones). De les 185 persones inactives 71 estaven jubilades, 55 estaven estudiant i 59 estaven classificades com a «altres inactius».

### Ingressos
El 2009 a Saint-Jean-d'Assé hi havia 535 unitats fiscals que integraven 1.433 persones, la mediana anual d'ingressos fiscals per persona era de 16.732 €.

### Activitats econòmiques
Dels 39 establiments que hi havia el 2007, 2 eren d'empreses alimentàries, 4 d'empreses de fabricació d'altres productes industrials, 5 d'empreses de construcció, 4 d'empreses de comerç i reparació d'automòbils, 1 d'una empresa de transport, 3 d'empreses d'hostatgeria i restauració, 2 d'empreses d'informació i comunicació, 3 d'empreses financeres, 3 d'empreses immobiliàries, 4 d'empreses de serveis, 5 d'entitats de l'administració pública i 3 d'empreses classificades com a «altres activitats de serveis».
Dels 13 establiments de servei als particulars que hi havia el 2009, 1 era una oficina de correu, 1 taller de reparació d'automòbils i de material agrícola, 2 paletes, 2 guixaires pintors, 1 lampisteria, 1 electricista, 2 perruqueries i 3 agències immobiliàries.
Dels 3 establiments comercials que hi havia el 2009, 1 era una botiga de més de 120 m², 1 una fleca i 1 una carnisseria.
L'any 2000 a Saint-Jean-d'Assé hi havia 34 explotacions agrícoles que ocupaven un total de 2.244 hectàrees.

## Equipaments sanitaris i escolars
L'únic equipament sanitari que hi havia el 2009 era una farmàcia.
El 2009 hi havia una escola elemental.

## Poblacions més properes
El següent diagrama mostra les poblacions més properes.